# Souren Melikian
Pour les articles homonymes, voir Melikian.
Assadullah Souren Melikian Chirvani (1936) est un historien et historien de l'art de l'Iran. Il est actuellement directeur de recherche émérite au Département des sciences de l’homme et de société du CNRS.
A. S. Melikian Chirvani a travaillé sur le métal et la peinture persane, en s'intéressant particulièrement au rapport entre littérature et représentations. Il a soutenu sa thèse de doctorat à Paris I en 1972, sous la direction de Jean Lassus ; elle portait sur L'argenterie et le bronze iraniens (VIIe – XIe siècles) : essai sur la naissance et l'évolution de l'art de l'Iran islamique.